# Cheongchun gyosa
Pour plus de détails, voir Fiche technique et Distribution.
Cheongchun gyosa (청춘교사), aussi appelé The Young Teacher en anglais, est un film dramatique réalisé en 1972 par Kim Ki-duk avec Yun Se-hie.

## Synopsis
Un professeur organise une partie de volley-ball pour améliorer l'esprit d'équipe et l'amitié, et empêcher les différends entre ses élèves. Cependant, deux élèves en profitent pour s'enfuir, ce qui donnera à la méthode libérale de ce professeur un échec cuisant.

## Fiche technique
- Titre : Cheongchun gyosa
- Titre original : 청춘교사
- Titre anglais : The Young Teacher
- Réalisation : Kim Ki-duk
- Scénario : Kang Keun-shik
- Production : Seki Productions par Woo Ki-donk
- Photographie : Kim Yeong-dae
- Pays de production :  Corée du Sud
- Langue : coréen
- Format : noir et blanc
- Genre : drame
- Durée : 90 minutes
- Date de sortie :
  - Corée du Sud : 20 octobre 1972[1]

## Distribution
- Yun Se-hie
- Shin Seong-il
- Park Am